# Tampolli SR2
Chronologie des modèles (1999 - 2001)
La Tampolli SR2 est une voiture de course construite par le constructeur automobile italien Tampolli. Elle est homologuée pour courir dans la catégorie Le Mans Prototype (LMP 675 et LMP2) de l'Automobile Club de l'Ouest.

## Aspects techniques
Elle est équipée d'une boîte de vitesses Hewland.

## Histoire en compétition
En 2004, elle remporte une course au classement général au Lauzitsring avec le Team Renauer Motorsport, en Interserie,.
En 2017, Conitor Competition engage une Tampolli SR2 en 24H Proto Series.

## Épilogue
En tout, six châssis sont construits.